# ユミ・ランバート
ユミ・ランバート（Yumi Lambert、1995年4月11日 - ）は、ブリュッセル、ベルギー出身の女性ファッションモデル。
15歳のときに故郷のブリュッセルにあるモデル エージェンシーと契約を結んだ。2年後、シャネルに見出され、国際的なスターダムへと押し上げられた。それ以来、彼女はプラダ、ミュウミュウ、ロダルテ、山本耀司、ヴィクトリアズ シークレット、さらにはカルバン クラインのモデルとしてパレードをおこなってきた。また、ディオール、バレンシアガ、ジバンシィ、ヴェルサーチなどのモデルも務めた。

## 私生活
父方の祖母は日本人。日本人の祖母から名前を付けられた。マキシムという名前の兄弟がいる。余暇には漫画を描くことを好む。